# Centre de Telecomunicacions i Tecnologies de la Informació de la Generalitat de Catalunya
El Centre de Telecomunicacions i Tecnologies de la Informació de la Generalitat de Catalunya (CTTI) és una empresa pública creada per llei el 28 de desembre de 1993, i actualment adscrita al Departament de la Presidència. El Govern de la Generalitat va constituir el Centre de Telecomunicacions i Tecnologies de la Informació (CTTI) per integrar tots els serveis informàtics i de telecomunicacions de l'Administració en una única estructura. Per tant, el CTTI és el responsable de garantir la direcció, planificació, gestió i control dels sistemes d'informació i dels serveis de telecomunicacions de la Generalitat de Catalunya. Alhora que dissenya, construeix, coordina i desplega els projectes que la Generalitat li encarrega per desenvolupar i fer créixer la Societat del Coneixement a Catalunya. El seu objectiu és liderar les Tecnologies de la Informació i la Comunicació (TIC) de la Generalitat de Catalunya i esdevenir un instrument estratègic per al desplegament del Pla de Govern.
El 20 de setembre de 2017 la Guàrdia Civil espanyola va entrar en les instal·lacions i va retenir els tècnics Josuè Sallent, Pau Furriol, Mercè Martinez i David Franco, en un intent d'aturar la celebració del referèndum d'autodeterminació de Catalunya. El 24 de gener de 2018, el director del CTTI Valentín Arroyo va ser citat com a investigat en el judici sobre el referèndum.

## Directors
Llista dels directors gerents del CTTI:
- ? - 2004: Manel Feu i Manso
- 2004 - 2006: Jordi Bosch i Garcia[4]
- 2006 - 2007: Joan Ignasi Grau[5]
- 2007 - 2011: Josep Lluís Checa López[6]
- 2011 - 2016: Jordi Escalé i Castelló[7]
- 2016 - 2019: Joan Angulo Arrese[8]
- 2019 - 2021: Xavier Milà i Vidal (en funcions)
- 2021 - 2025: Xavier Milà i Vidal
- 2025 - actualitat: Demetri Rico Aguila[9]